# Vánoce v divočině
Vánoce v divočině (v anglickém originále Bush Christmas) je australské filmové drama z roku 1983. Režisérem filmu je Henri Safran. Hlavní role ve filmu ztvárnili John Ewart, John Howard, Nicole Kidman, Mark Spain a James Wingrove.

## Děj
Rodina Thompsonových se na venkově v Queenslandu živí chovem dostihových koní. Svojí farmu se snaží udržet před zabavením a žijí nadějí, že jejich nejcennější kůň Prince vyhraje Novoroční pohár, aby mohli výhru použít na splacení dluhu. O koni se však dozvědí dva zápasící chudáci Bill a Sly (John Ewart a John Howard), kteří ho ukradnou a utečou do nedalekého pohoří.
Protože otec odjel pást dobytek a zloději před útěkem sabotovali všechny formy dopravy a komunikace, osedlají Thompsonovy děti Helen (Nicole Kidmanová) a mladší John (Mark Spain) a jejich anglický bratranec Michael (James Wingrove) vlastní koně a vydají se za lumpy na vlastní pěst. Pomáhá jim přitom Manalpuy, domorodý chlapec a přítel Thompsonových dětí, který pracuje na farmě. Na dobrodružném lovu australskou divočinou se děti ztratí v buši a musí bojovat o přežití. Nakonec se jim však podaří zloděje chytit a přivést Prince včas na závod. A zvíře splní očekávání, závod vyhraje a s ním i finanční odměnu. Pro Thompsonovy je to důvod slavit Vánoce se zvláštní vděčností a šťastným srdcem.

## Obsazení
| John Ewart      | Bill          |
| John Howard     | Sly           |
| Nicole Kidman   | Helen         |
| Mark Spain      | John Thompson |
| James Wingrove  | Michael       |
| Peter Sumner    | Ben Thompson  |
| Manalpuy        | sebe          |
| Vineta O’Malley | Kate Thompson |